# Cantaous
Cantaous é uma comuna francesa na região administrativa de Occitânia, no departamento dos Altos Pirenéus. Estende-se por uma área de 5,68 km², Em 2010 a comuna tinha 453 habitantes (densidade: 79,8 hab./km²)..